# Антоні Ойоно
Антоні Анрі Зуе Ойоно Омва Торке (фр. Anthony Henri Zué Oyono Omva Torque, нар. 12 квітня 2001, Лілль, Франція) — габонський футболіст, захисник італійського «Фрозіноне» та національної збірної Габону.

## Ігрова кар'єра
Антоні Ойоно почав займатися футболом у молодіжній команді французького клубу «Булонь». У 2020 році футболіста було переведено до основного складу. Першу гру на професійному рівні футболіст зіграв 21 серпня 2020 року у Національному дивізіоні. У жовтні того року Ойоно підписав з клубом новий контракт, продовживши його дію ще на три роки.
У січні 2022 року Ойоно перебрався до Італії, де приєднався до клубу Серії В «Фрозіноне», з яким підписав контракт до літа 2024 року.

### Збірна
У березні 2021 року у матчі відбору до Кубка африканських націй проти команди Анголи Антоні ойоно дебютував у складі національної збірної Габону.

## Титули
Фрозіноне
- Переможець Серії В: 2022/23